# فرودگاه بهاراتپور
فرودگاه بهاراتپور (به انگلیسی: Bharatpur Airport) (به زبان بومی: भरतपुर विमानस्थल) یک فرودگاه همگانی با کد یاتا BHR است که یک باند فرود آسفالت دارد و طول باند آن ۱۱۵۸ متر است. این فرودگاه در کشور نپال قرار دارد و در ارتفاع ۱۸۳ متری از سطح دریا واقع شده‌است.

## شرکت‌های هواپیمایی و مقصدهای پروازی
| شرکت‌های هواپیمایی | مقصدهای پروازی |
| ----------------- | -------------- |
| بودا ایر          | تریبهوان       |
| Yeti Airlines     | تریبهوان       |
| Simrik Airlines   | تریبهوان       |